# Varoš (Słowenia)
Varoš – wieś w Słowenii, w gminie Makole. W 2018 roku liczyła 106 mieszkańców.